# Kaghaznagar
Kaghaznagar é uma cidade e um município no distrito de Adilabad, no estado indiano de Andhra Pradesh.

## Demografia
Segundo o censo de 2001, Kaghaznagar tinha uma população de 59 549 habitantes. Os indivíduos do sexo masculino constituem 51% da população e os do sexo feminino 49%. Kaghaznagar tem uma taxa de literacia de 69%, superior à média nacional de 59,5%: a literacia no sexo masculino é de 78% e no sexo feminino é de 61%. Em Kaghaznagar, 11% da população está abaixo dos 6 anos de idade.